# كاثلين كولينز
كاثلين كولينز (بالإنجليزية: Kathleen Collins)‏ هي كاتبة سيناريو ومخرجة أمريكية، ولدت في 18 مارس 1942 في جيرسي سيتي في الولايات المتحدة، وتوفيت في 18 سبتمبر 1988 في مانهاتن في الولايات المتحدة.

## وصلات خارجية
- كاثلين كولينز على موقع IMDb (الإنجليزية)
- كاثلين كولينز على موقع أول موفي (الإنجليزية)
- كاثلين كولينز على موقع ديسكوغز (الإنجليزية)
- كاثلين كولينز على موقع قاعدة بيانات الفيلم (الإنجليزية)
- كاثلين كولينز على موقع كينوبويسك (الروسية)